# Пикарели (Авелино)
Пикарели је насеље у Италији у округу Авелино, региону Кампанија.
Према процени из 2011. у насељу је живело 438 становника. Насеље се налази на надморској висини од 387 м.